# توبياس نوريس
توبياس نوريس هو سياسي كندي، ولد في 5 سبتمبر 1861 في برامبتون في كندا، وتوفي في 29 أكتوبر 1936 في تورونتو في كندا. حزبياً، نشط في Manitoba Liberal Party ‏. وقد انتخب Premier of Manitoba ‏.